# كورال (تشيلي)
كورال (بالإسبانية: Corral, Chile) هي بلدية تقع في تشيلي في Valdivia Province. يقدر عدد سكانها بـ 5,084 نسمة ومساحتها 766.7 كم2 وترتفع عن سطح البحر 61 متر.